# 袖ケ浦 (習志野市)
袖ケ浦（そでがうら）は、千葉県習志野市の町名。現行行政地名は袖ケ浦一丁目から袖ケ浦六丁目。郵便番号275-0021。

## 地理
習志野市臨海部に位置する。ほぼ全域が住宅地区とされ、中央部の二丁目と三丁目を都市再生機構（建設当時は日本住宅公団）の袖ヶ浦団地が占める。一丁目、四丁目、五丁目、および町内の海岸寄りを通る京葉道路の南側の六丁目は戸建て住宅地区として分譲された。「袖ヶ浦団地」という呼称は狭い意味では公団住宅の部分のみを指すが、袖ケ浦地区の住宅地全体を指すこともある（例：京成バス路線の終点停留所名）。

### 袖ヶ浦団地
袖ヶ浦二丁目および三丁目に造成された日本住宅公団の団地。1967年（昭和42年）に入居が開始された。
二丁目、三丁目をそれぞれ7つの街区に分け、各街区に5階建ての中層集合住宅が4 - 8棟ずつ建てられた。ほぼ中央部に位置する三丁目5街区は団地の管理中枢地区として団地管理事務所と集会所、商店街が設けられ、銀行や郵便局も開設されている（ピーコックストアは2016年（平成28年）9月に閉店）。改装して現在は、
ハードディスカウントストア「ビッグ・エー（Big-A）」が営業している。
管理事務所と給水塔の前に設けられた広場は、街路をはさんだ二丁目5街区のほぼ全域を占める袖ケ浦近隣公園と合わせて団地の中心広場として入居開始当初は盆踊りなどさまざまなイベントの会場に利用された。入居開始から10年程経った1981年（昭和56年）には近隣公園の一角に公民館が設けられた。
団地内の居室は2DK、3K、3DKの3タイプに分けられ、ほとんどの棟が賃貸とされたが、二丁目7街区の8棟は分譲された。
その規模の大きさから千葉県を代表する公団住宅のひとつとして知られたが、入居開始から40年以上を経て老朽化が著しい。同時期に造成された公団住宅の多くと同じように、住民の高齢化も問題とされている。

### 地価
住宅地の地価は、2014年（平成26年）1月1日の公示地価によれば、袖ケ浦4-10-8の地点で14万円/m2となっている。

## 歴史
元々、「袖ヶ浦」とは東京湾の千葉県側の砂浜が続く海岸を広く指した名称である（袖ケ浦市も同じくその名残である）。
1960年代半ばに習志野市の東京湾に面した谷津町、津田沼町、鷺沼町（当時の呼称）地先の干潟が千葉県企業庁により埋め立てられて造成された。1966年（昭和41年）12月に習志野市に編入され、袖ケ浦一丁目 - 六丁目となった。
袖ケ浦地区は習志野市沖合埋立事業の一期分として造成されたものであり、沖合にはまだ干潟が残されていた。そのため、この埋立地の造成後も残された干潟で元の沿岸3地区（谷津町、津田沼町、鷺沼町）の漁家による海苔養殖や潮干狩りが盛んに行われていた。埋立地には3地区の漁家のための船溜まりが設けられており（谷津船溜：一丁目、久々田船溜：二丁目、鷺沼船溜：五丁目）、潮干狩りシーズンには多くの行楽客や団地住民で賑わった。しかし、1970年代初めに二期分の埋め立て工事が始まり、干潟が完全に失われて（現在の香澄、芝園、秋津、茜浜地区）、沿岸漁家の漁業権も放棄されたために船溜まりは使用されなくなり、久々田船溜と鷺沼船溜は1980年代に埋め立てられた。

## 世帯数と人口
2017年（平成29年）10月31日現在の世帯数と人口は以下の通りである。
| 丁目         | 世帯数    | 人口     |
| ------------ | --------- | -------- |
| 袖ケ浦一丁目 | 1,090世帯 | 2,422人  |
| 袖ケ浦二丁目 | 1,513世帯 | 2,747人  |
| 袖ケ浦三丁目 | 1,709世帯 | 2,991人  |
| 袖ケ浦四丁目 | 335世帯   | 780人    |
| 袖ケ浦五丁目 | 392世帯   | 926人    |
| 袖ケ浦六丁目 | 647世帯   | 1,709人  |
| 計           | 5,686世帯 | 11,575人 |

## 小・中学校の学区
市立小・中学校に通う場合、学区は以下の通りとなる。
| 丁目         | 番地   | 小学校                   | 中学校               |
| ------------ | ------ | ------------------------ | -------------------- |
| 袖ケ浦一丁目 | 全域   | 習志野市立袖ケ浦西小学校 | 習志野市立第三中学校 |
| 袖ケ浦二丁目 | 5～7番 | 習志野市立袖ケ浦西小学校 | 習志野市立第三中学校 |
| 袖ケ浦二丁目 | 1～4番 | 習志野市立袖ケ浦東小学校 | 習志野市立第三中学校 |
| 袖ケ浦三丁目 | 1番    | 習志野市立袖ケ浦東小学校 | 習志野市立第三中学校 |
| 袖ケ浦三丁目 | 2～7番 | 習志野市立袖ケ浦西小学校 | 習志野市立第三中学校 |
| 袖ケ浦四丁目 | 全域   | 習志野市立袖ケ浦東小学校 | 習志野市立第三中学校 |
| 袖ケ浦五丁目 | 全域   | 習志野市立袖ケ浦東小学校 | 習志野市立第三中学校 |
| 袖ケ浦六丁目 | 全域   | 習志野市立袖ケ浦東小学校 | 習志野市立第三中学校 |

## 交通

### 鉄道
鉄道の最寄駅はJR東日本京葉線新習志野駅であり、同駅から徒歩圏内に位置するが、六丁目を除き間を通る京葉道路によって分断されるために相互の交通は疎遠である。公共交通機関を利用する住民の多くは後述のバス路線を介してJR東日本総武線津田沼駅または京成電鉄京成津田沼駅を利用している。五丁目の東部や六丁目は総武線および京成千葉線の幕張本郷駅からの徒歩圏にも属する。

### バス
1967年（昭和42年）の袖ヶ浦団地への入居開始に合わせて、京成電鉄（現京成バス）が総武線津田沼駅と四丁目の袖ヶ浦団地終点との間の路線の運行を開始した（現・津41系統）。団地と津田沼駅および京成津田沼駅を結ぶ主要路線であり、朝夕・日中を通して頻繁に運転される。ただし、この路線は一丁目および六丁目は通過しない。
一丁目へは、第二期埋立地に造成された公団秋津団地への入居が始まった1980年（昭和55年）に同団地と津田沼駅を結ぶ路線が新設されてバスが運行されるようになった（現・津51系統）。この路線も秋津団地への主要アクセス路線として、京葉線開業後も頻繁に運転されている。1990年代にはこれらの路線の枝線的系統が新設されているが、いずれも運転回数は少ない。六丁目へのバス路線の乗り入れはこれまでにない。
平日は、JR津田沼駅から管理事務所・新習志野駅・イオンモール幕張新都心経由の、幕張メッセ中央か新都心営業所まで行くバスもある。

### 道路
- 京葉道路（国道14号） - 幕張インターチェンジの一部が五丁目・六丁目にかかる。

## 施設

### 公共施設
- 袖ケ浦公民館
- 習志野警察署袖ケ浦交番

### 中学校
- 習志野市立第三中学校

### 小学校
- 習志野市立袖ケ浦西小学校
- 習志野市立袖ケ浦東小学校

### 幼稚園
- 習志野市立袖ケ浦西幼稚園 - 習志野市立袖ケ浦西保育園と統合され、習志野市立袖ケ浦こども園になる。
- 習志野市立袖ケ浦東幼稚園 - 習志野市立袖ヶ浦東小学校に併設されている。1980年代後半までは四丁目16街区に袖ケ浦幼稚園も存在していた。閉園後は、10年以上も放置されていたが、1999年に解体されて一度は更地になり、現在は住宅が造られている。
- 習志野市立袖ケ浦こども園 - 2014年（平成26年）4月1日に、市内では3園目のこども園として袖ケ浦西近隣公園の一角に開園した。

### 医療
袖ヶ浦団地への入居開始当初、二丁目5街区に団地内の施設として診療所が設けられ歯科等の診療が行われていたが閉鎖され、第三次袖ヶ浦団地として5階建て2棟が跡地に建てられている。また、戸建て住宅地区の四丁目17街区は地区医療センター区画として各科の個人医院が集められていたが、現在は廃業し一般の住宅となっているものもあり、四丁目においては後々別の医院が数箇所、別の区画に造られている。

### 商業施設
- 袖ヶ浦団地ショッピングセンター（三丁目5街区） - 袖ヶ浦団地内の商店街として設けられ、街区内の2棟は1階を商店とした5階建て集合住宅となっている。
  - ピーコックストア（旧大丸ピーコック）袖が浦店（2016年（平成28年）9月28日閉店）[8]
  - Big-A習志野袖ヶ浦団地店（ピーコックストア閉店の後に2017年3月18日開店）
  - 千葉銀行習志野袖ヶ浦支店（2020年（令和2年）1月27日に津田沼支店内に移転[9]）
  - 習志野袖ヶ浦郵便局
  - 習志野ガス設備工業 袖ヶ浦店
- 袖ヶ浦ニューショッピングセンター（五丁目7街区） - 四丁目・五丁目の戸建て住宅地区への入居が進んだ1970年（昭和45年）頃に開業。数軒の個人商店で構成されるが、商店の入れ替わりは激しい。
- 1970年代前半には六丁目にも数軒の商店が集まる区画があったが、現在はすべて廃業し一般住宅となっている。個人商店は現在も僅かに四丁目に残っている。

### 公園・緑地
- 袖ケ浦近隣公園（二丁目5街区）
- 袖ケ浦西近隣公園（旧久々田船溜） - 北隣の袖ケ浦近隣公園と一体化している。
- 袖ケ浦運動公園（五丁目2街区）
  - 袖ケ浦体育館
  - 旧鷺沼船溜 - ソフトボール場、フットサル場となっている。
- 袖ケ浦東近隣公園 - 袖ケ浦六丁目と香澄二丁目の間にあった水路（袖ケ浦地区造成時の海岸線）を埋め立てて開設。